# Timiaterio

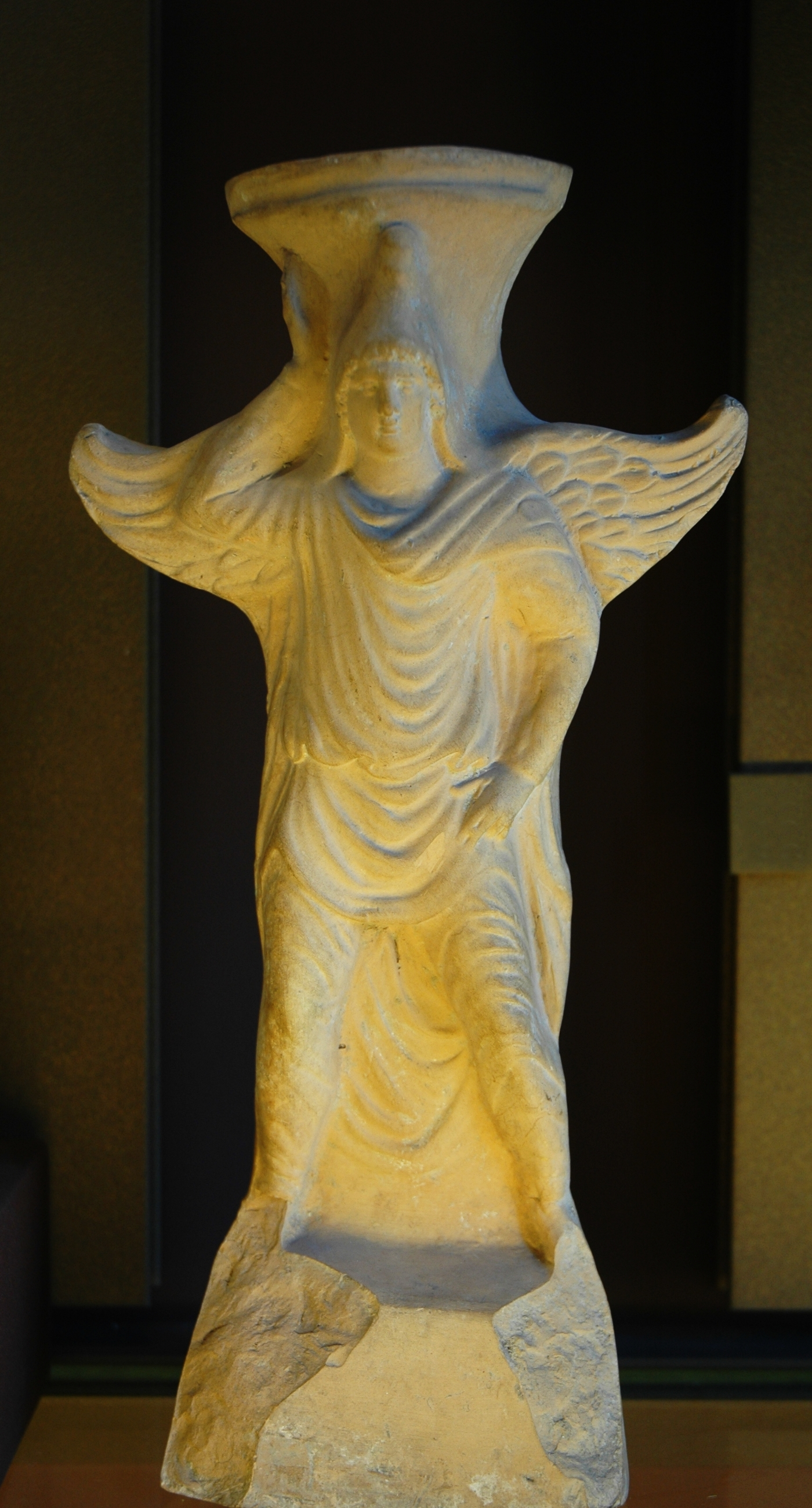
Atis con un gorro frigio. Timiaterio de terracota procedente de Tarso (o a. C.) Museo del Louvre.

Timiaterio o thymiaterion (del griego θυμιατήριον) es un tipo de incensario, quemaperfumes o quemador de incienso, de uso ceremonial en la Antigüedad Clásica en la región mediterránea con propósitos espirituales y religiosos.
El término —que designa tanto el recipiente como el soporte— no sólo se aplica a los incensarios de la Antigua Grecia, lugar de donde proviene, sino también a los incensarios de otros pueblos del mundo antiguo, tales como los fenicios y los etruscos. Tuvieron una amplia variedad de formas, que iban de sencillas vasijas de barro cocido a artículos elaborados tallados o moldeados hechos de arcilla o de bronce.

## Ejemplares de museo
- Timiaterio de Calaceite, siglo VII a. C. arte íbero (Museo Arqueológico Nacional de España).